# Aartsbisdom Bogota
Het aartsbisdom Bogota (Latijn: Archidioecesis Bogotensis) is een rooms-katholiek aartsbisdom met als zetel Bogota, de hoofdstad van Colombia. De aartsbisschop van Bogota is metropoliet van de kerkprovincie Bogota, waartoe ook de volgende suffragane bisdommen behoren:
- Engativá
- Facatativá
- Fontibón
- Girardot
- Soacha
- Zipaquirá

## Geschiedenis
Het aartsbisdom werd opgericht op 11 september 1562, als bisdom Santafé en Nueva Granada, uit delen van het opgeheven bisdom Santa Marta, en was suffragaan aan het aartsbisdom Santo Domingo. Twee jaar later op 22 maart 1564 werd het verheven tot metropolitaan aartsbisdom. Op 8 juni 1898 veranderde het van naam naar aartsbisdom Bogota. 
Het verloor meermaals gebied bij de oprichting van de bisdommen Mérida (1778), Antioquía (1804), Nueva Pamplona (1835), Tunja (1880), Tolima (1894), de territoriale prelatuur Intendencias Orientales (1903), de bisdommen Zipaquirá (1951), Girardot (1956), Facatativá (1962), Engativá (2003), Fontibón (2003), en Soacha (2003).

## Parochies
Het aartsbisdom had in 2022 een oppervlakte van 4.099 km2 en telde 4.806.000 inwoners waarvan 86,2% rooms-katholiek was.

## Aartsbisschoppen
- Juan de los Barrios (11 september 1562 - 12 februari 1569)
- Luis Zapata de Cárdenas (8 november 1570 - 24 januari 1590)
- Alfonso López de Avila (29 november 1591 - 30 december 1591)
- Bartolomé Martinez Menacho y Mesa (30 april 1593 - 17 augustus 1594)
- Bartolomé Lobo Guerrero (12 augustus 1596 - 19 november 1607)
- Juan Castro (7 januari 1608 - juni 1609)
- Pedro Ordóñez y Flórez (19 april 1610 - 11 juni 1614)
- Hernando de Arias y Ugarte (14 maart 1616 - 30 juli 1625)
- Julián de Cortázar (7 april 1625 - 31 oktober 1630)
- Bernardino de Almansa Carrión (15 december 1631 - 26 september 1633)
- Cristóbal de Torres (8 januari 1635 - 8 juli 1654)
- Juan de Arguinao y Gutiérrez (10 november 1659 - 5 oktober 1678)
- Antonio Sanz Lozano (19 augustus 1680 - 28 mei 1688)
- Ignacio de Urbina (7 november 1689 - 18 april 1701)
- Francisco de Cosío y Otero (14 januari 1704 - 29 november 1715)
- Francisco del Rincón (5 oktober 1716 - 28 juni 1723)
- Antonio Claudio Alvarez de Quiñones (29 januari 1725 - 21 oktober 1736)
- Juan de Galabis (3 maart 1738 - 14 november 1739)
- Diego Fermín de Vergara (12 december 1740 - 7 februari 1744)
- Pedro Felipe de Azúa e Iturgoyen (18 december 1744 - 11 augustus 1753)
- José Javier de Arauz y Rojas (28 mei 1753 - 29 februari 1764)
- Manuel de Sosa y Béthencourt (22 april 1765 - 12 november 1765)
- Francisco Antonio de la Riva y Mazo (9 december 1765 - 8 december 1768)
- Lucas Ramírez Galán (21 augustus 1769 - 12 december 1770)
- Agustín Manuel Camacho y Rojas (4 maart 1771 - 13 april 1774)
- Agustín de Alvarado y Castillo (13 maart 1775 - 14 december 1778)
- Antonio Caballero y Góngora (14 december 1778 - 15 september 1788)
  - José Carrión y Marfil (hulpbisschop: 25 juni 1784 - 18 december 1786)
- Baltazar Jaime Martínez de Compañón (15 december 1788 - 17 augustus 1797)
- Fernando del Portillo y Torres (29 oktober 1798 - 20 januari 1804)
- Juan Bautista Sacristán y Galiano (20 augustus 1804 - 1 februari 1817)
- Isidoro Domínguez (23 augustus 1819 - 6 april 1822)
- Fernando Caicedo y Flores (21 mei 1827 - 17 februari 1832)
- Manuel José Mosquera y Arboleda (19 december 1834 - 10 december 1853)
  - Jose Antonio Chaves (hulpbisschop: 20 januari 1834 - 3 maart 1856)
- Antonio Herrán y Zaldúa (13 januari 1854 - 6 februari 1868)
- Vicente Arbeláez Gómez (6 februari 1868 - 29 juni 1884; coadjutor sinds 9 december 1864)
  - Indalecio Barreto (hulpbisschop: 21 maart 1873 - 16 januari 1874)
  - Franciscus de Paula Reyes (hulpbisschop: 16 januari 1874 - Niet in bezit genomen)
  - Mosé Higuera (hulpbisschop: 7 april 1876 - 4 maart 1884)
- José Telésphor Paúl y Vargas (6 augustus 1884 - 8 april 1889)
- Ignacio León Velasco (27 mei 1889 - 10 april 1891)
- Bernardo Herrera Restrepo (4 juni 1891 - 2 januari 1928)
  - Leonidas Medina (hulpbisschop: 27 maart 1916 - 7 maart 1923)
- Ismael Perdomo Borrero (2 januari 1928 - 3 juni 1950; coadjutor sinds 5 februari 1923)
  - Luis Andrade Valderrama (hulpbisschop: 3 maart 1939 - 16 juni 1944)
  - Emilio de Brigard Ortiz (hulpbisschop: 29 juli 1944 - 6 maart 1986)
  - Luis Pérez Hernández (hulpbisschop: 3 november 1945 - 29 mei 1956)
- Crisanto Luque y Sánchez (14 juli 1950 - 7 mei 1959; kardinaal in 1953)
  - José de Jesús Martinez Vargas (hulpbisschop: 1951 - 18 december 1952)
  - Pablo Correa León (hulpbisschop: 10 november 1956 - 22 juli 1959)
  - José Gabriel Calderón Contreras (hulpbisschop: 18 december 1958 - 26 april 1962)
- Luis Concha Córdoba (18 mei 1959 - 29 juli 1972; kardinaal in 1961)
  - Rubén Isaza Restrepo (coadjutor: 3 januari 1964 - 20 april 1967)
  - Rubén Buitrago Trujillo (hulpbisschop: 25 februari 1971 - 8 juli 1974)
  - Alfonso López Trujillo (hulpbisschop: 25 februari 1971 - 22 mei 1978; aartsbisschop op persoonlijke titel, later kardinaal)
- Aníbal Muñoz Duque (29 juli 1972 - 25 juni 1984; coadjutor sinds 5 februari 1969, apostolisch administrator sinds 15 april 1967; kardinaal in 1973)
  - Víctor Manuel López Forero (hulpbisschop: 6 mei 1977 - 6 december 1980)
  - Ramón Darío Molina Jaramillo (hulpbisschop: 6 mei 1977 - 23 maart 1984)
  - Luis Gabriel Romero Franco (hulpbisschop: 6 mei 1977 - 15 april 1986)
  - Jorge Ardila Serrano (hulpbisschop: 27 oktober 1980 - 21 mei 1988)
- Mario Revollo Bravo (25 juni 1984 - 13 augustus 1994; hulpbisschop 13 november 1973 - 28 februari 1978; kardinaal in 1988)
  - Guillermo Alvaro Ortiz Carrillo (hulpbisschop: 3 mei 1986 - 16 februari 1989)
  - Fabio Suescún Mutis (hulpbisschop: 3 mei 1986 - 20 november 1993)
  - Enrique Sarmiento Angulo (hulpbisschop: 3 mei 1986 - 6 augustus 2003, apostolisch administrator: 13 augustus 1994 - 27 december 1994)
  - Agustín Otero Largacha (hulpbisschop: 3 mei 1986 - 9 mei 2004)
- Pedro Rubiano Sáenz (27 december 1994 - 8 juli 2010; kardinaal in 2001)
  - Oscar Urbina Ortega (hulpbisschop: 8 maart 1996 - 9 november 1999)
  - José Octavio Ruiz Arenas (hulpbisschop: 8 maart 1996 - 16 juli 2002)
  - Fernando Sabogal Viana (hulpbisschop: 8 maart 1996 - 1 december 2013)
  - Daniel Caro Borda (hulpbisschop: 21 juli 2000 - 6 augustus 2003)
  - Olavio López Duque (vicaris-generaal: 2002 - 2009; emeritus apostolisch vicaris van Casanare)
  - José Roberto Ospina Leongómez (hulpbisschop: 19 april 2004 - 10 mei 2012)
  - Francisco Antonio Nieto Súa (hulpbisschop: 22 oktober 2008 - 2 februari 2011)
- Rubén Salazar Gómez (8 juli 2010 - 25 april 2020; kardinaal in 2012)
  - Pedro Manuel Salamanca Mantilla (hulpbisschop: 7 november 2015 - 21 april 2022)
  - Luis Manuel Alí Herrera (hulpbisschop: 7 november 2015 - heden)
- Luis José Rueda Aparicio (25 april 2020 - heden; kardinaal in 2023)
  - Germán Medina Acosta (hulpbisschop: 11 juni 2021 - heden)

## Galerij van afbeeldingen

Wapen van het aartsbisdom Bogota
Kaart van het aartsbisdom Bogota
Kaart van de kerkprovincie Bogota
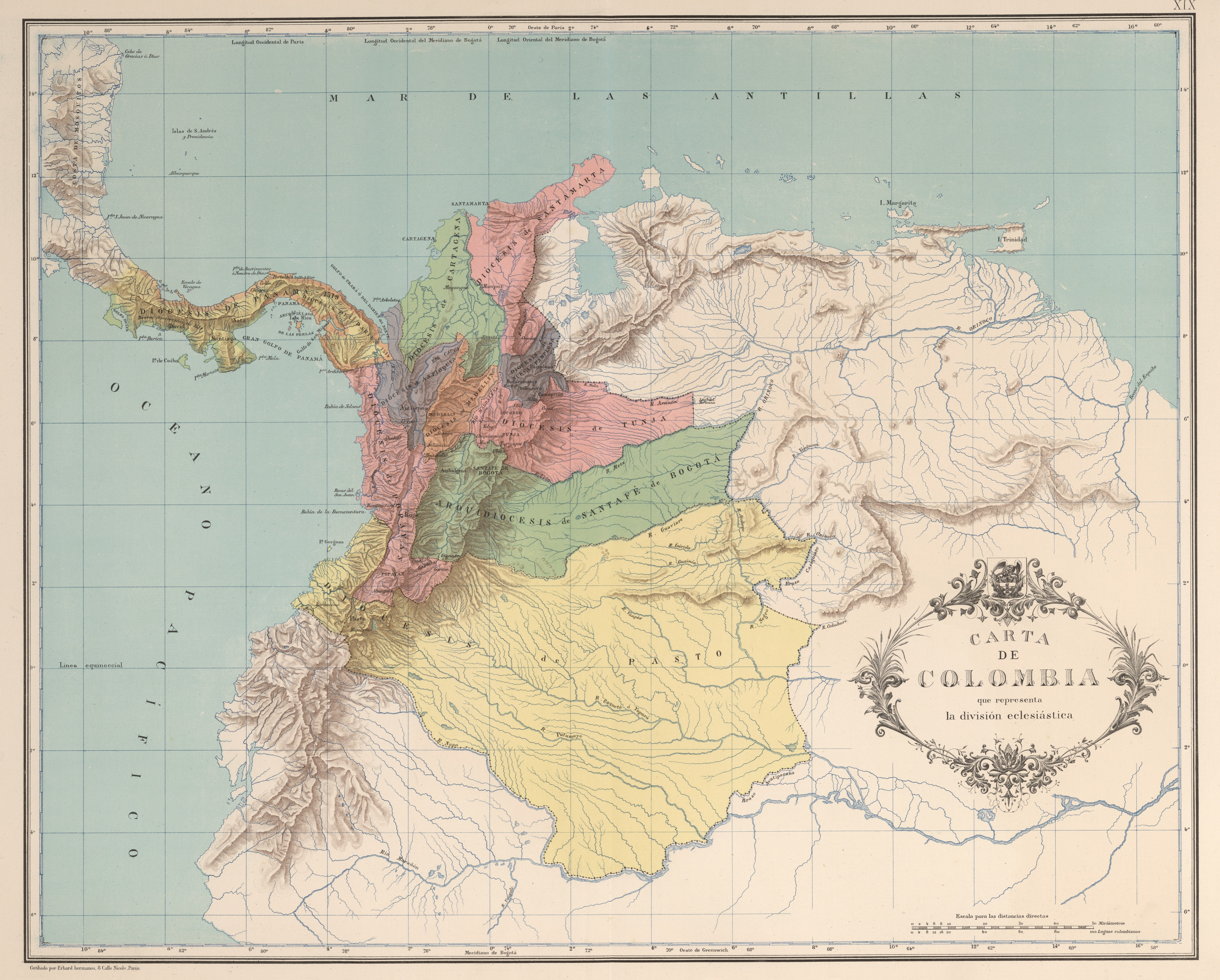
Bisdommen van Colombia in 1890, Bogota is onderaan in het groen

Bogota (aartsbisdom) · Engativá · Facatativá · Fontibón · Girardot · Soacha · Zipaquirá